# Josephine Joseph

Josephine Joseph trong phim Freaks

Joseph (phải), Josephine (trái)

Josephine Joseph là một diễn viên người Áo gốc Ba Lan có cơ thể được cho là chia làm hai phần, một nửa là nam và một nửa là nữ. Ông/bà này bảo rằng, mình chính là ái nam ái nữ (hermaphrodite) thực sự, nhưng không có bằng chứng nào khẳng định rằng trường hợp này đúng hay sai; ông/bà có vẻ như là một người mạo nhận.
Giống như phần lớn những biểu diễn về ái nam ái nữ, người ta dựng lên một "chân dung nửa này nửa nọ"; nửa bên trái là nữ và nửa bên phải là nam. Một bên người có thể được tập luyện, phơi nắng cho đen da và nửa người bên kia được phủ kín quần áo và không tập luyện thể thao, làm cho làn da có vẻ xanh tái, mềm và ngực thì giống như của một người phụ nữ. Bộ quần áo cũng được may theo hai phần khác nhau: áo ngực cao và quần lót sặc sỡ cho bên nữ và bên nam thì là trang phục kiểu Tarzan.
Ngày nay, hình ảnh người một bên nhìn giống nam, một bên nhìn giống nữ được thể hiện và biểu diễn thường xuyên ở các buổi trình diễn của các cô chàng ở Thái Lan.